# Shakespeare & Hathaway – Private Investigators
Shakespeare & Hathaway – Private Investigators ist eine britische Fernsehserie. Die Serie wird von der BBC produziert und auf dem britischen Sender BBC One ausgestrahlt. In Deutschland wird die Serie seit dem 5. April 2019 auf ZDFneo ausgestrahlt.

## Handlung
Der Privatdetektiv und ehemalige Detective Inspector (DI) Frank Hathaway trifft auf die Friseurin Luella Shakespeare, als diese ihn engagiert, Erkundigungen über ihren Verlobten Clive Brenton einzuholen. Sie hat Clive über eine Internetplattform kennengelernt und verdächtigt ihn, eine Affäre mit seiner Sekretärin zu haben. Hathaway und sein Assistent Sebastian entdecken, dass der Verlobte ein Betrüger ist, können jedoch die Hochzeit nicht verhindern. Kurz nach der Vermählung wird Clive in einem Hotel erstochen aufgefunden und Luella von Detective Inspector Christina Marlowe des Mordes verdächtigt. Das Verbrechen kann aufgeklärt und Luella entlastet werden. Sie hat jedoch Gefallen an der Arbeit als Ermittlerin gefunden, kauft sich mit ihren Ersparnissen beim verschuldeten Frank Hathaway als Partnerin ein und lässt sich zur Privatdetektivin ausbilden. Fortan klären Shakespeare und Hathaway im beschaulichen Städtchen Stratford-upon-Avon gemeinsam Verbrechen auf, denn auch in William Shakespeares Geburtsort wird gemordet und die beiden haben zusammen mit der Polizei von Warwickshire alle Hände voll zu tun.

## Besetzung
| Figur                                    | Darsteller             | Deutscher Sprecher |
| ---------------------------------------- | ---------------------- | ------------------ |
| Luella Shakespeare                       | Jo Joyner              | Friederike Walke   |
| Frank Hathaway                           | Mark Benton            | Tobias Kluckert    |
| Sebastian Brudenell                      | Patrick Walshe McBride | Marcel Mann        |
| Inspector Christina Marlowe (St. 1–2)    | Amber Agar             | Carolina Vera      |
| Detective Sergeant Keeler                | Tomos Eames            | Marc Bluhm         |
| Police Constable Viola Deacon (ab St. 3) | Yasmin Kaur Barn       | Magdalena Helmig   |
| Gloria Fonteyn                           | Roberta Taylor         | Karin David        |

## Episodenliste

### Staffel 1
| Nr. (ges.) | Nr. (St.) | Deutscher Titel          | Originaltitel                      | Erstausstrahlung UK | Deutschsprachige Erstausstrahlung (D) | Regie              | Drehbuch                            |
| ---------- | --------- | ------------------------ | ---------------------------------- | ------------------- | ------------------------------------- | ------------------ | ----------------------------------- |
| 1          | 1         | Schöne neue Welt         | O Brave New World                  | 26. Feb. 2018       | 5. Apr. 2019                          | Piotr Szkopiak     | Paul Matthew Thompson, Jude Tindall |
| 2          | 2         | Der Geist von Shady Nook | The Chimes At Midnight             | 27. Feb. 2018       | 5. Apr. 2019                          | Ian Barber         | David Semple                        |
| 3          | 3         | Todesengel               | This Promised End                  | 28. Feb. 2018       | 5. Apr. 2019                          | Carolina Giammetta | Lol Fletcher                        |
| 4          | 4         | Blutige Magie            | This Rough Magic                   | 1. März 2018        | 12. Apr. 2019                         | Carolina Giammetta | Kit Lambert                         |
| 5          | 5         | Molche und Mörder        | Toil And Trouble                   | 2. März 2018        | 12. Apr. 2019                         | Piotr Szkopiak     | Kit Lambert                         |
| 6          | 6         | Stirb, Sally, stirb      | Exit, Pursued By A Bear            | 5. März 2018        | 12. Apr. 2019                         | Ian Barber         | Jeff Povey                          |
| 7          | 7         | Lug und Trug             | The Fairest Show Means Most Deceit | 6. März 2018        | 26. Apr. 2019                         | Piotr Szkopiak     | Dan Muirden                         |
| 8          | 8         | Mörderisches Schweigen   | The Chameleon’s Dish               | 7. März 2018        | 26. Apr. 2019                         | Richard Signy      | Nicola Wilson                       |
| 9          | 9         | In Teufels Küche         | The Rascal Cook                    | 8. März 2018        | 26. Apr. 2019                         | Richard Signy      | Kit Lambert                         |
| 10         | 10        | Das unbezahlbare Herz    | Ill Met by Moonlight               | 9. März 2018        | 3. Mai 2019                           | Piotr Szkopiak     | Kit Lambert                         |

### Staffel 2
| Nr. (ges.) | Nr. (St.) | Deutscher Titel             | Originaltitel                | Erstausstrahlung UK | Deutschsprachige Erstausstrahlung (D) | Regie          | Drehbuch              |
| ---------- | --------- | --------------------------- | ---------------------------- | ------------------- | ------------------------------------- | -------------- | --------------------- |
| 11         | 1         | Unverschämtes Vermögen      | Outrageous Fortune           | 25. Feb. 2019       | 24. Apr. 2020                         | Ian Barber     | Jude Tindall          |
| 12         | 2         | Rollenspiele                | The Play’s the Thing         | 26. Feb. 2019       | 25. Apr. 2020                         | Matt Carter    | Dan Muirden           |
| 13         | 3         | Die verfluchte Hand         | This Cursed Hand             | 27. Feb. 2019       | 25. Apr. 2020                         | Paul Gibson    | David Semple          |
| 14         | 4         | Die Geister, die sie riefen | Beware the Ides of March     | 28. Feb. 2019       | 25. Apr. 2020                         | Gill Wilkinson | Rachel Smith          |
| 15         | 5         | Heiße Hühnchen              | No More Cakes and Ale        | 1. März 2019        | 25. Apr. 2020                         | Gill Wilkinson | Paul Matthew Thompson |
| 16         | 6         | Zwei zu viel                | The Offered Fallacy          | 4. März 2019        | 25. Apr. 2020                         | Ian Barber     | Kit Lambert           |
| 17         | 7         | Zahltag                     | Nothing Will Come of Nothing | 5. März 2019        | 25. Apr. 2020                         | Matt Carter    | Lol Fletcher          |
| 18         | 8         | Kopflos                     | In My Memory Lock’d          | 6. März 2019        | 25. Apr. 2020                         | Darcia Martin  | Dominique Moloney     |
| 19         | 9         | Giftiger Neid               | The Envious Court            | 7. März 2019        | 25. Apr. 2020                         | Paul Gibson    | Kit Lambert           |
| 20         | 10        | Eiskalte Hölle              | Too Cold For Hell            | 8. März 2019        | 25. Apr. 2020                         | Darcia Martin  | Jude Tindall          |

### Staffel 3
| Nr. (ges.) | Nr. (St.) | Deutscher Titel      | Originaltitel                       | Erstausstrahlung UK | Deutschsprachige Erstausstrahlung (D) | Regie                   | Drehbuch                    |
| ---------- | --------- | -------------------- | ----------------------------------- | ------------------- | ------------------------------------- | ----------------------- | --------------------------- |
| 21         | 1         | Bingo                | How the Rogue Roar'd                | 3. Feb. 2020        | 19. März 2021                         | Jennie Paddon           | Matthew Cooke, Vincent Lund |
| 22         | 2         | Pakt mit dem Teufel  | See Thyself, Devil!                 | 4. Feb. 2020        | 20. März 2021                         | John Greening           | Ed Sellek                   |
| 23         | 3         | Lady M.              | The Sticking Place                  | 5. Feb. 2020        | 20. März 2021                         | Miranda Howard-Williams | Johanne McAndrew            |
| 24         | 4         | Schwesternliebe      | A Serpent’s Tooth                   | 6. Feb. 2020        | 20. März 2021                         | Miranda Howard-Williams | Ishy Din                    |
| 25         | 5         | Flammender Zorn      | Thy Fury Spent                      | 7. Feb. 2020        | 20. März 2021                         | Jennie Paddon           | Kitty Percy                 |
| 26         | 6         | Sherlocke            | Reputation, Reputation, Reputation! | 10. Feb. 2020       | 20. März 2021                         | Piotr Szkopiak          | Daisy Martey                |
| 27         | 7         | Weinende Unschuld    | Best Beware My Sting                | 11. Feb. 2020       | 20. März 2021                         | Paul Gibson             | Dominique Moloney           |
| 28         | 8         | Folge der Dame       | All That Glisters                   | 12. Feb. 2020       | 20. März 2021                         | John Greening           | Rob Kinsman                 |
| 29         | 9         | Old Lil              | O Thou Invisible Spirit of Wine     | 13. Feb. 2020       | 20. März 2021                         | Piotr Szkopiak          | Oliver Frampton             |
| 30         | 10        | Sein oder nicht sein | Teach Me, Dear Creature             | 14. Feb. 2020       | 20. März 2021                         | Paul Gibson             | Dan Muirden                 |